# Outernauts
Outernauts est un jeu vidéo de rôle communautaire développé par Insomniac Games et édité par Electronic Arts. Il sort d'abord en 2012 via Adobe Flash sur Kongregate et Facebook, puis en 2014 sur iOS et Android. Les versions du jeu sont successivement arrêtées, respectivement en 2014 et 2016.

## Système de jeu
Outernauts est un jeu de rôle. Le joueur est amené à capturer des créatures et les faire évoluer, afin de les faire participer à des combats. Pour cela, le jeu est souvent comparé à un clone de Pokémon. Le jeu se veut communautaire.

## Développement
Outernauts est développé par Insomniac Games. C'est un studio américain indépendant, fondé en 1994. La ludothèque du studio se résume à une longue et étroite collaboration avec Sony, à partir de laquelle sont nées les franchises Spyro the Dragon, Ratchet and Clank et Resistance, sorties tant sur les consoles de salon PlayStation, PlayStation 2 et PlayStation 3.
En 2011, le studio ouvre une division interne, nommée Insomniac Click afin de développer des jeux web et mobiles. Elle est dirigée par Brian Hastings et composée d'un petit groupe d'employés.

## Accueil
- Eurogamer : 6/10[6] (Facebook)
- Pocket Gamer : 4/5[7] (Facebook)